# 석달개
석달개(중국어 간체자: 石达开, 정체자: 石達開, 병음: Shí Dákāi: 1831년-1863년)는 태평천국의 초기 지도자 중 한 명으로 익왕으로 불렸다.

## 생애
광서성 객가 출신으로, 군사적 재능이 뛰어나 19세 나이로 태평천국 봉기군 천여 명을 이끌게 되었고 20세 때부터 연전연승했다. 천경사변 이후 태평천국 내부의 분열로 천경(남경)을 이탈, 서쪽의 사천성에서 해방구 유격전을 벌이다 전세가 기울자 항복, 능지처참에 처해졌다. 향년 32세.
젊은 나이에 군공을 세우고 젊어 죽은 석달개는 객가들에게 전설적 존재로 남았고, 이후 오랫동안 석달개에 관한 민담과 노래가 중국 곳곳에 퍼졌다. 시인이기도 했다고 하는데, 작품은 세 수만 남아 전한다.
태평천국 지도부로서의 전체 작위명은 전전이부우 정천요개조공 충우부군사 정천부조강 익왕 희천세(殿前吏部又正天僚开朝公忠又副军师顶天扶朝纲翼王喜千岁)이다.